# Lophocampa major
Lophocampa major är en fjärilsart som beskrevs av Rothschild 1910. Lophocampa major ingår i släktet Lophocampa och familjen björnspinnare. Inga underarter finns listade i Catalogue of Life.